# Eulepidotis fumata
Eulepidotis fumata är en fjärilsart som beskrevs av Felder 1874. Eulepidotis fumata ingår i släktet Eulepidotis och familjen nattflyn. Inga underarter finns listade i Catalogue of Life.